# Михайлово (Пригородный сельсовет)
Михайлово (бел. Міхайлова) — деревня в Борисовском районе Минской области Беларуси. Входит в состав Пригородного сельсовета.

## География
Деревня находится в северо-восточной части Минской области, вблизи истока реки Схи, при автодороге Н-8093, на расстоянии приблизительно 13 километров (по прямой) к северо-востоку от города Борисов, административного центра района. Абсолютная высота — 188 метров над уровнем моря. Площадь населённого пункта — 0,2049 км².

## История
Известна с XIX века. В 1897 году хутор входил в состав Борисовского уезда Минской губернии, насчитывалось 3 двора и 9 жителей.
По состоянию на 1909 год, в Михайлове имелся 1 двор и проживало 19 человек. В административном отношении хутор входил в состав Зачистской волости.
До 17 августа 1963 года деревня входила в состав Неманицкого сельсовета, до 30 октября 2009 года — в состав Бродовского сельсовета, до 30 марта 2016 года — в состав Зачистского сельсовета.

## Население
По данным переписи 2019 года, в деревне проживало 11 человек.
| Год  | Население, человек |
| ---- | ------------------ |
| 1897 | 9                  |
| 1909 | ↗ 19               |
| 1917 | ↗ 41               |
| 1988 | ↘ 33               |
| 2008 | ↘ 18               |
| 2009 | ↘ 16               |
| 2019 | ↘ 11               |